# Kalvträsk
Kalvträsk is een plaats in de gemeente Skellefteå in het landschap Västerbotten en de provincie Västerbottens län in Zweden. De plaats heeft 56 inwoners (2005) en een oppervlakte van 32 hectare. Kalvträsk ligt aan het meer Kalvträsket.